# Saint-Laurent-de-Gosse
Saint-Laurent-de-Gosse är en kommun i departementet Landes i regionen Nouvelle-Aquitaine i sydvästra Frankrike. Kommunen ligger i kantonen Saint-Martin-de-Seignanx som tillhör arrondissementet Dax. År 2022 hade Saint-Laurent-de-Gosse 735 invånare.

## Befolkningsutveckling
Antalet invånare i kommunen Saint-Laurent-de-Gosse
Referens:INSEE